# Guam i olympiska spelen
Guam medverkade i olympiska spelen första gången 1988 i Seoul. De har därefter medverkat i samtliga olympiska sommarspel och de har aldrig vunnit någon medalj. De har medverkat en gång vid de olympiska vinterspelen, nämligen 1988 i Calgary.

## Medaljer
| Guld | Silver | Brons | Totalt antal medaljer |
| ---- | ------ | ----- | --------------------- |
| 0    | 0      | 0     | 0                     |

### Medaljer efter sommarspel
| Spel           | Guld | Silver | Brons | Totalt |
| Seoul 1988     | 0    | 0      | 0     | 0      |
| Barcelona 1992 | 0    | 0      | 0     | 0      |
| Atlanta 1996   | 0    | 0      | 0     | 0      |
| Sydney 2000    | 0    | 0      | 0     | 0      |
| Aten 2004      | 0    | 0      | 0     | 0      |
| Peking 2008    | 0    | 0      | 0     | 0      |
| London 2012    | 0    | 0      | 0     | 0      |
| Totalt         | 0    | 0      | 0     | 0      |

### Medaljer efter vinterspel
| Spel                | Guld        | Silver      | Brons       | Totalt      |
| Calgary 1988        | 0           | 0           | 0           | 0           |
| Albertville 1992    | Deltog inte | Deltog inte | Deltog inte | Deltog inte |
| Lillehammer 1994    | Deltog inte | Deltog inte | Deltog inte | Deltog inte |
| Nagano 1998         | Deltog inte | Deltog inte | Deltog inte | Deltog inte |
| Salt Lake City 2002 | Deltog inte | Deltog inte | Deltog inte | Deltog inte |
| Turin 2006          | Deltog inte | Deltog inte | Deltog inte | Deltog inte |
| Vancouver 2010      | Deltog inte | Deltog inte | Deltog inte | Deltog inte |
| Sotji 2014          | Deltog inte | Deltog inte | Deltog inte | Deltog inte |
| Totalt              | 0           | 0           | 0           | 0           |